# Kärlkryptogam
Kärlkryptogamer är kärlväxter som fortplantar sig med sporer, och utgör de mest primitiva kärlväxterna. De nu levande kärlkryptogamerna delas upp i divisionerna lummer, ormbunkar och fräken. Tidigare fanns det stora skogar av kärlkryptogamer, men numera är de flesta örter. Dock finns det alltjämt trädormbunkar i bland annat Nya Zeeland, och det finns också jätteörter i fräkendivitionen som växer i Sydamerika.